# National Collegiate Athletic Association
La National Collegiate Athletic Association (NCAA) (español: Asociación Nacional Deportiva Universitaria) es una asociación compuesta de 1281 instituciones, conferencias, organizaciones e individuos que organizan la mayoría de los programas deportivos universitarios en los Estados Unidos de América. Su sede está actualmente situada en Indianápolis, Indiana.
Hasta 1957, la NCAA era una división única para todas las universidades. Ese año, la NCAA se dividió en la University Division y la College Division. En agosto de 1973, los miembros de la NCAA adoptaron el sistema actual de tres divisiones (División I, División II y División III) en una convención especial. Según las reglas de la NCAA, las universidades de la División I y la División II pueden ofrecer becas a los deportistas para formar parte de sus equipos. Las universidades de la División III no pueden ofrecer becas deportivas. El fútbol americano de la División I se dividió en I-A e I-AA en 1978, mientras que los programas de la División I que no tenían equipos de fútbol americano se conocían como I-AAA. En 2006, las Divisiones I-A e I-AA pasaron a llamarse respectivamente Subdivisión Football Bowl (FBS) y Subdivisión Football Championship (FCS). 
En su año fiscal 2016-17, la NCAA obtuvo 1.060 millones de dólares en ingresos, más del 82% de los cuales fueron generados por el torneo de baloncesto masculino de la División I.
De manera controvertida, la NCAA restringe sustancialmente los tipos de beneficios y compensaciones (incluido salarios) que los deportistas universitarios pueden recibir de sus universidades. El consenso entre los economistas es que estos límites para los jugadores de baloncesto y fútbol americano masculino benefician a las universidades de los deportistas a expensas de estos últimos.Posteriormente, los economistas caracterizaron a la NCAA como un cártel. En 2021, la Corte Suprema de los Estados Unidos dictaminó por unanimidad que algunas de estas restricciones de la NCAA a los estudiantes-deportistas violaban la ley antimonopolio de los Estados Unidos.

## Historia

### Formación y primeros años
Los deportes interuniversitarios comenzaron en los Estados Unidos en 1852, cuando equipos de las universidades de Harvard y Yale se enfrentaron en una carrera de desafío en el deporte del remo.Como el remo siguió siendo el deporte por excelencia en el país hasta finales del siglo XIX, muchos de los debates iniciales sobre la elegibilidad y el propósito de los deportistas universitarios se resolvieron a través de organizaciones como la Asociación de Remo de Universidades Americanas y la Asociación de Remo Intercolegial. A medida que surgieron otros deportes, en particular el fútbol americano  y el baloncesto, se adoptaron muchos de estos mismos conceptos y estándares. El fútbol americano, en particular, comenzó a surgir como un deporte estrella, pero las reglas del juego en sí estaban en constante cambio y, a menudo, tenían que adaptarse para cada competición.
La NCAA fecha su formación en dos conferencias de la Casa Blanca convocadas por el presidente Theodore Roosevelt a principios del siglo XX en respuesta a repetidas lesiones y muertes en el fútbol americano universitario que habían "incitado a muchas universidades a suspender el deporte". Después de esas reuniones en la Casa Blanca y las reformas resultantes, el canciller Henry MacCracken de la Universidad de Nueva York organizó una reunión de 13 universidades para iniciar cambios en las reglas del juego del fútbol americano; en una reunión de seguimiento celebrada el 28 de diciembre de 1905 en Nueva York, 62 instituciones de educación superior se convirtieron en miembros fundadores de la Asociación Deportiva Intercolegial de los Estados Unidos (IAAUS). La IAAUS se estableció oficialmente el 31 de marzo de 1906 y cambió a su nombre actual, NCAA, en 1910.
Durante varios años, la NCAA fue un grupo de discusión y un organismo encargado de elaborar reglas, pero en 1921 se llevó a cabo el primer campeonato nacional de la NCAA: el Campeonato Nacional Universitario de Atletismo. Gradualmente, se formaron más comités de reglas y se crearon más campeonatos, incluido un campeonato de baloncesto en 1939.
Una serie de crisis llevaron a la NCAA a una encrucijada después de la Segunda Guerra Mundial. El "Código de Sanidad" –adoptado para establecer directrices para el reclutamiento y la ayuda financiera– no logró frenar los abusos, y la Asociación necesitaba encontrar formas más efectivas de reducir su número de miembros. Los partidos de fútbol americano de postemporada se multiplicaban con poco control y las universidades estaban cada vez más preocupadas por cómo el nuevo medio de televisión afectaría la asistencia al fútbol.
La NCAA se vio envuelta en una amarga lucha por el poder con la Amateur Athletic Union (AAU). La complejidad de esos problemas y el crecimiento de la membresía y los campeonatos demostraron la necesidad de un liderazgo profesional a tiempo completo.
Walter Byers, anteriormente subdirector de información deportiva, fue nombrado director ejecutivo en 1951.Harvard Crimson describió a Byers como "loco por el poder", The New York Times dijo que Byers era "reservado, despótico, terco y despiadado", The Washington Post lo describió como un dictador y otros lo describieron como un "tirano mezquino"."”
Byers no perdió el tiempo para poner su sello en la Asociación y en 1952 se estableció una sede nacional en Kansas City, Misuri.Se aprobó un programa para controlar la televisión en vivo de los partidos de fútbol americano, la Convención anual delegó poderes de aplicación al Consejo de la Asociación y se adoptó legislación que rige los juegos bowl de postemporada.

### Década de 1970– década de1980

Logo de la NCAA usado desde 1971 a 1979

A medida que crecía el atletismo universitario, el alcance de los programas deportivos del país divergió, lo que obligó a la NCAA a crear una estructura que reconociera distintos niveles de énfasis. En 1973, los miembros de la asociación se dividieron en tres divisiones legislativas y competitivas: I, II y III.Cinco años más tarde, en 1978, los miembros de la División I votaron para crear las subdivisiones I-A e I-AA (rebautizadas como Subdivisión Football Bowl y Subdivisión Football Championship en 2006) en el fútbol americano.
Hasta la década de 1980, la asociación no regíaba el atletismo femenino. En cambio, la Asociación de Atletismo Intercolegial para Mujeres (AIAW), con casi 1000 escuelas miembros, regía los deportes universitarios femeninos en los Estados Unidos. La AIAW se encontraba en una posición vulnerable que precipitó conflictos con la NCAA a principios de los años 1980. Luego de una superposición de un año en la que ambas organizaciones organizaron campeonatos femeninos, la AIAW suspendió sus operaciones y la mayoría de las escuelas miembros continuaron con sus programas de atletismo femenino bajo la dirección de la NCAA.En 1982, todas las divisiones de la NCAA ofrecían campeonatos nacionales de atletismo femenino. Un año después, en 1983, la 75.ª Convención aprobó una ampliación para planificar los servicios del programa deportivo femenino e impulsó un programa de campeonato femenino.

### Commisión de presidentes
Las propuestas en cada convención de la NCAA son votadas por los miembros institucionales de la NCAA. Cada miembro institucional tiene un representante: el presidente/CEO o un representante designado por él/ella.La asistencia del actual presidente/CEO fue baja; menos del 30%. El presidente de la Universidad Metodista del Sur, A. Kenneth Pye, comentó: "En demasiados casos, los presidentes no sólo han delegado responsabilidades, sino que también han abdicado de ellas".Muchos presidentes designaron a su director deportivo como representante institucional, algo que Pye comparó con "confiar un gallinero a la supervisión de un lobo y un zorro". Alrededor de 1980, un grupo de presidentes de universidades pensó que había una crisis de integridad en los deportes universitarios y discutieron formas de transformar el atletismo para que coincidiera con el modelo académico. El Consejo Estadounidense sobre la Educación (ACE) propuso una junta presidencial facultada para vetar las acciones de membresía de la NCAA, mientras que el Consejo de la NCAA, cuyos miembros eran en su mayoría funcionarios deportivos, sugirió una comisión presidencial con poderes consultivos. Es posible que la propuesta del Consejo tuviera como objetivo bloquear el esfuerzo presidencial para hacerse con el control de la NCAA. Las dos propuestas fueron votadas por los miembros en la Convención de la NCAA en enero de 1984. La propuesta del ACE fue derrotada por 313 votos contra 328. La propuesta del Consejo fue aprobada mediante votación oral sin papeletas. Públicamente, la Comisión de Presidentes (PC) era responsable de establecer una agenda para la NCAA, pero el lenguaje real de la propuesta establecía que su papel era ser un foro presidencial y proporcionar a la NCAA la posición del presidente sobre cuestiones políticas importantes. El PC podría estudiar cuestiones e instar a la acción, convocar reuniones especiales y patrocinar legislación. Su único poder real era vetar la selección del Director Ejecutivo.La composición de la comisión era de 22 directores ejecutivos de la División I y 11 directores ejecutivos de cada una de las Divisiones II y III.La verdadera intención del PC era devolver el control del atletismo interuniversitario a los directores ejecutivos. Las tasas de graduación fueron una métrica importante para los cancilleres y presidentes y se convirtieron en un foco de atención del PC.
En junio de 1985 se celebró una convención especial para revisar propuestas legislativas que incluían la integridad académica, los requisitos de informes académicos, las diferencias en las infracciones "importantes" y "secundarias", incluida la "pena de muerte", y la exigencia de una auditoría financiera anual de los departamentos deportivos. Todas las propuestas fueron aprobadas abrumadoramente. Muchos presidentes que no asistieron enviaron a un vicepresidente en lugar de a su director deportivo.El presidente de la Universidad de Florida, Marshall Criser, afirmó que "la responsabilidad final debe ser asumida por los directores ejecutivos porque no tenemos suficientes policías de la NCAA para resolver todos los problemas".
La reunión ordinaria de la NCAA de enero de 1986 presentó propuestas con respecto a la elegibilidad universitaria, pruebas de drogas y límites de competición de baloncesto. Todos aprobaron, pero se ignoraron los asuntos relacionados con el progreso académico aceptable, las admisiones especiales y las actividades del club de refuerzo. Muchos presidentes no asistieron y parecía que los directores deportivos controlaban la reunión. Una encuesta realizada a 138 presidentes de la División I indicó que los directores deportivos controlaban los deportes universitarios. A pesar de una moratoria sobre la extensión de la temporada de cualquier deporte en 1985, se aprobó la extensión de las temporadas de baloncesto y hockey. El presidente de la Universidad de Indiana, John W. Ryan, presidente saliente del PC, comentó: "Si se anula la moratoria, no será por la comisión, sino por esta convención".Después de la votación, un delegado fue citado: "Muchos directores deportivos creen que han esperado exitosamente a los presidentes... a menos que los presidentes se defiendan, la reforma de la NCAA está muerta en el agua".
El PC propuso sólo una cuestión legislativa en la reunión de enero de 1987: aplicar los estándares académicos mínimos de la División I a la División II. Pasó por poco.
El PC intentó impulsar nuevamente la reforma del atletismo universitario convocando otra convención especial que se celebró en junio de 1987 para discutir medidas de reducción de costos y abordar el énfasis excesivo en el atletismo en los colleges y universidades. John Slaughter, rector de la Universidad de Maryland, actuó como presidente. Dijo: "Esto representa el segundo impulso importante desde que se formó nuestra comisión hace tres años. El primero involucró académicos e infracciones. Esto será igualmente trascendental y más amplio. Queremos lograr un equilibrio entre el atletismo y otros programas institucionales".Las medidas de reducción de costos propuestas incluyeron reducciones en la ayuda financiera deportiva, el tamaño del personal de entrenamiento y la duración de las temporadas de práctica/juego. También se presentó una resolución que se oponía a que los entrenadores recibieran una compensación financiera externa si las actividades externas interferían con sus tareas habituales.Todas las propuestas del PC fueron derrotadas y se restauraron dos becas de baloncesto que fueron eliminadas en la reunión de enero. Era evidente que había un conflicto abierto entre los presidentes de las universidades.El presidente de la Fundación Carnegie para el Avance de la Enseñanza, Ernest L. Boyer, resumió la situación: "Hay presidentes cuyas instituciones están tan profundamente involucradas en el atletismo que su propio futuro institucional y personal está en juego. Sienten que deben resistir ese cambio. Porque el atletismo es más grande que ellos".
El PC no patrocinó ninguna legislación en la reunión anual de enero de 1988 y no hubo un voto de confianza.
Sin embargo, un año después, en la reunión anual, se propusieron restricciones de ayuda financiera para deportes específicos de las Divisiones I y II. Tras extensas discusiones, la medida fue retirada y se formó un Comité Especial de Reducción de Costos para estudiar la cuestión. Una vez más se eludió una propuesta del PC.
La Comisión de Presidentes se reunió en octubre de 1989 para preparar la reunión anual de la NCAA de 1990. Se desarrollaron propuestas para acortar la temporada de fútbol americano y baloncesto de primavera; otorgar ayuda financiera basada en la necesidad a atletas con deficiencias académicas; y presentación de informes sobre las tasas de graduación. El canciller Martin Massengale de la Universidad de Nebraska, que entonces era presidente del PC, insistió en que se necesitaban datos sobre la tasa de graduación para excluir "una mayor necesidad de legislación federal" propuesta por el representante Tom McMillen y el senador Bill Bradley.Las propuestas demostraron que el PC tenía la intención de recuperar el control del atletismo universitario y la oposición fue inmediata. El comisionado de la Big Ten Conference, Jim Delany, respondió: "Tienden a querer respuestas rápidas y no se resuelven las complejidades del atletismo interuniversitario. Sí, los presidentes están involucrados, pero la verdad es que realmente no tienen tiempo para involucrarse".Bo Schembechler fue contundente: "Desafortunadamente, se trata de personas que no entienden. Estamos tratando de cruzar la valla aquí porque todavía quieren que pongan 100.000 (fanáticos) en el estadio y la razón por la que quieren que lo haga". "Hazlo es porque no me vas a ayudar económicamente en nada"En 1990, el entrenador en jefe de fútbol americano y director atlético de la Universidad de Míchigan renunció a su trabajo universitario para convertirse en presidente de los Tigres de Detroit de las Grandes Ligas de Béisbol. Tras su partida, predijo: "En los próximos cinco años, los presidentes de las escuelas confundirán completamente a los directores de atletismo interuniversitarios, luego se lo devolverán a los directores de atletismo y les dirán: 'Ustedes solucionen esto'. Hacia el año 2000, es posible que todo vuelva a la normalidad".
La participación presidencial en la reunión presidencial de enero de 1990 fue buena y muchos de los que no asistieron enviaron un delegado a votar por el PC. La propuesta de informe de graduación fue aprobada abrumadoramente y la propuesta de ayuda no deportiva basada en las necesidades fue aprobada fácilmente. La propuesta final para acortar el baloncesto y el fútbol qamericano de primavera generó un intenso debate. Hubo una moción para aplazar la propuesta de estudio que fracasó por 383 a 363, pero muchos miembros del PC se relajaron, confiados en la victoria. El presidente del PC, Massengale, abandonó la reunión para dedicarse a otros asuntos, pero durante el almuerzo, los miembros del consejo comenzaron a presionar y a presionar para cambiar los votos. Cuando se reanudó la sesión, los miembros del consejo comenzaron a criticar al PC y rápidamente ejecutaron una maniobra parlamentaria para remitir la propuesta al Consejo de la NCAA. Muchos miembros del PC todavía estaban almorzando cuando la votación nominal fue aprobada por 170 a 150 votos. La directora atlética femenina de la Universidad de Texas, Donna Lopiano, se quejó: "La Comisión de Presidentes necesita hacer lo que mejor sabe hacer, y es la macrogestión. Dejen la microgestión a los distintos grupos de expertos. Nosotros traeremos soluciones". Numerosos presidentes estaban conmocionados, molestos y enojados, pero los miembros restantes del PC comenzaron su propio cabildeo y presión. Una hora más tarde, existía la sensación de que los representantes que habían votado en contra de la dirección de sus respectivos presidentes habían reconsiderado, y Lattie F. Coor, presidenta de la Universidad Estatal de Arizona, presentó una moción para reconsiderar. El teniente general de West Point, Dave Richard Palmer, instó a la votación y afirmó que la NCAA necesitaba "dejar una marca en la pared... la demora es la forma más letal de negación". Tras la discusión, el compromiso y la votación sobre cuestiones menores, se aprobó la moción de reconsideración y se adoptó la tercera propuesta con una votación de 165 a 156.
La Comisión de Presidentes celebró audiencias a partir del 9 de mayo de 1991 para desarrollar estándares académicos más sólidos.
La Comisión de Presidentes duró 13 años e impulsó iniciativas como restringir el tamaño del cuerpo técnico; limitar el tiempo que los estudiantes-atletas pueden dedicar a sus deportes; y establecer estándares académicos más exigentes para las Divisiones I y II. En la década de 1980, el fútbol americano universitario televisado se había convertido en una mayor fuente de ingresos para la NCAA. En septiembre de 1981, la Junta de Regentes de la Universidad de Oklahoma y la Asociación Atlética de la Universidad de Georgia presentaron una demanda contra la NCAA en el tribunal de distrito de Oklahoma. Los demandantes declararon que el plan de televisión de fútbol americano de la NCAA constituía fijación de precios, restricciones de producción, boicot y monopolización, todo lo cual era ilegal según la Ley Sherman. La NCAA argumentó que sus justificaciones procompetitivas y no comerciales para el plan (protección de la puerta en vivo, mantenimiento del equilibrio competitivo entre las instituciones miembros de la NCAA y la creación de un "producto" más atractivo para competir con otras formas de entretenimiento) combinaban para que el plan sea razonable. En septiembre de 1982, el tribunal de distrito falló a favor de los demandantes y dictaminó que el plan violaba las leyes antimonopolio. Prohibió a la asociación hacer cumplir el contrato. La NCAA apeló hasta el Tribunal Supremo de los Estados Unidos, pero perdió en 1984 en un fallo de 7 a 2 NCAA contra la Junta de Regentes de la Universidad de Oklahoma.(Si los contratos de televisión que la NCAA tenía con ABC, CBS y ESPN hubieran permanecido vigentes durante la temporada de 1984, habrían generado unos 73,6 millones de dólares para la asociación y sus miembros).

### Finales de la década de1990
En 1999, la NCAA fue demandada por discriminar a las atletas femeninas bajo el Título IX por otorgar sistemáticamente a los hombres en la escuela de posgrado más exenciones que a las mujeres para participar en deportes universitarios. En National Collegiate Athletic Association v. Smith, 525 U.S. 459 (1999), la Corte Suprema de Estados Unidos dictaminó que la NCAA no estaba sujeta a esa ley, sin revisar los méritos de la demanda por discriminación.
Durante las últimas dos décadas, reclutar atletas internacionales se ha convertido en una tendencia creciente entre las instituciones de la NCAA. Por ejemplo, la mayoría de los atletas alemanes fuera de Alemania trabajan en universidades estadounidenses. Para muchos deportistas europeos, las universidades estadounidenses son la única opción para seguir una carrera académica y deportiva al mismo tiempo. Muchos de estos estudiantes vienen a los EE. UU. con altas expectativas y aspiraciones académicas.
En 2009, la Universidad Simon Fraser en Burnaby, Columbia Británica, Canadá, se convirtió en la primera institución miembro de la NCAA no estadounidense y se unió a la División II. En 2018, la membresía de la División II aprobó permitir que las escuelas de México soliciten membresía; El CETYS de Tijuana, Baja California expresó en su momento gran interés en sumarse.

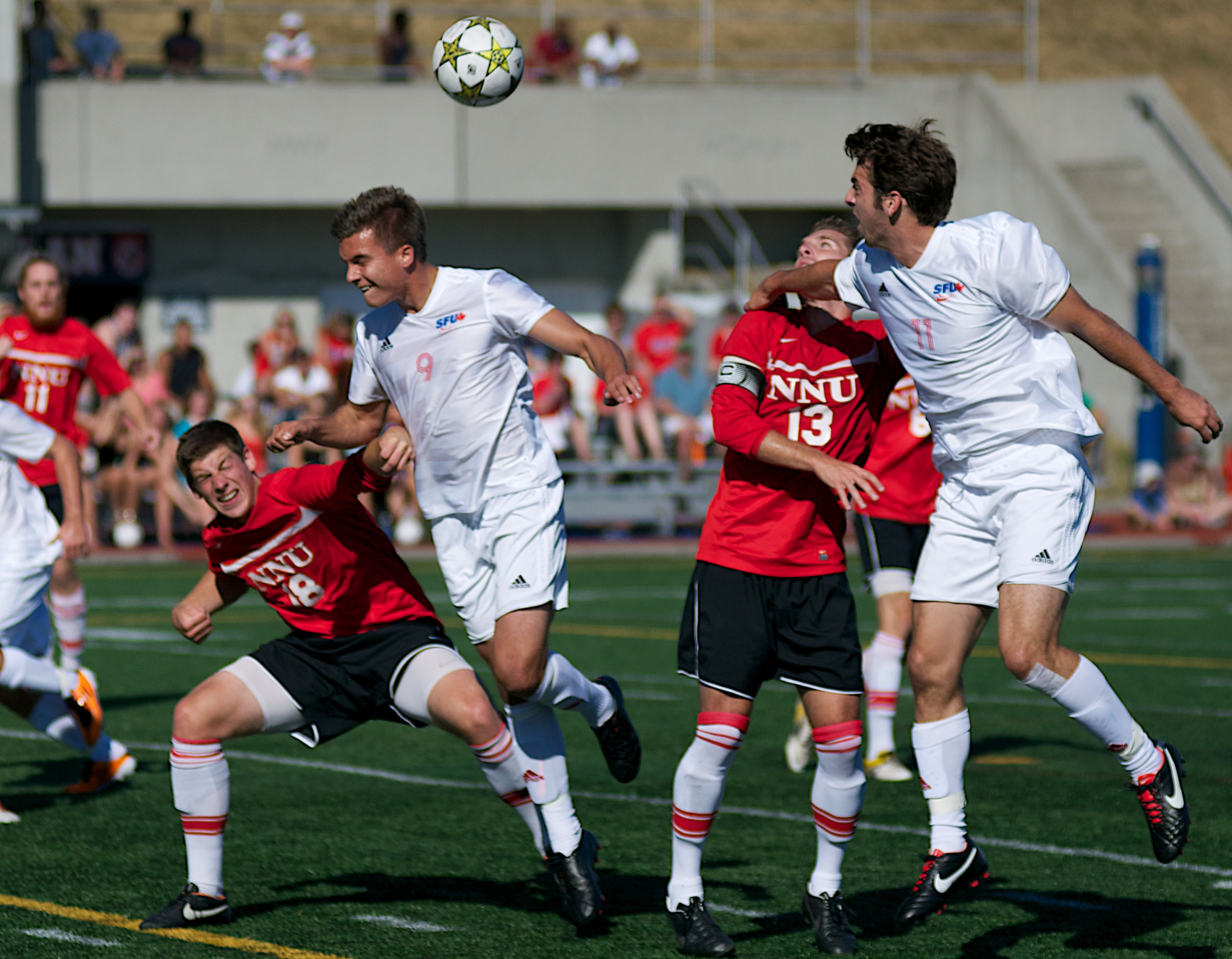
Un partido de fútbol masculino entre la única escuela de la NCAA de Canadá, la Universidad Simon Fraser, y la Universidad Nazarena del Noroeste de Idaho en 2012.

En 2014, la NCAA estableció un récord de 989 millones de dólares en ingresos netos. Casi por debajo de los mil millones de dólares, se encuentra entre las más altas de todas las grandes organizaciones deportivas.[cita requerida]
Durante la convención anual de 2022 de la NCAA, los miembros ratificaron una nueva versión de la constitución de la organización. La nueva constitución simplifica dramáticamente un libro de reglas que muchos líderes deportivos universitarios consideraban cada vez más inflado.
También reduce el tamaño de la Junta de Gobernadores de la NCAA de 20 a 9 y garantiza que los atletas actuales y anteriores tengan representación con derecho a voto tanto en la junta de la NCAA como en los órganos rectores de cada división de la NCAA. La nueva constitución fue el primer paso en un proceso de reorganización en el que cada división tendrá derecho a establecer sus propias reglas, sin necesidad de la aprobación del resto de los miembros de la NCAA.

### Casos judiciales notables
- A finales de la década de 1940, sólo había dos universidades en el país, Notre Dame y Pensilvania, con contratos de televisión nacional, una fuente considerable de ingresos. En 1951, la NCAA votó a favor de prohibir cualquier transmisión televisiva en vivo de partidos de fútbol universitario durante la temporada. Tan pronto como la NCAA votó a favor de prohibir la televisión, la protesta pública la obligó a retroceder. En cambio, la NCAA votó a favor de restringir la cantidad de juegos televisados para cada equipo para detener la caída en la asistencia a las puertas. El presidente de la Universidad de Pensilvania, Harold Stassen, desafió el monopolio y renovó su contrato con ABC. Finalmente, Penn abandonó su demanda cuando la NCAA, rechazando la solicitud de Penn de que el Fiscal General de los Estados Unidos se pronunciara sobre la legalidad del plan restrictivo de la NCAA,[39]amenazó con expulsar a la universidad de la asociación. Notre Dame continuó televisando sus juegos hasta 1953, eludiendo la prohibición filmando sus juegos y luego transmitiéndolos la noche siguiente.[40]
- En 1957, la Corte Suprema de Colorado desestimó una demanda presentada por la familia del fallecido jugador de fútbol americano del Trinidad College, Ray Herbert Dennison. A pesar de sufrir una conmoción cerebral letal en el campo en un partido contra Fort Lewis A&M College, Dennison no tenía derecho a ninguna compensación porque no tenía la obligación contractual de jugar al fútbol americani. Además, el tribunal afirmó que "la universidad no recibió un beneficio directo de las actividades, ya que no se dedicaba al negocio del fútbol americano y no recibió ningún beneficio de este campo de recreación".[41]
- En 1977, impulsado en parte por el caso Tarkanian, el Congreso de los Estados Unidos inició una investigación sobre la NCAA.[42] Esto, combinado con el caso de Tarkanian, obligó a que los archivos internos de la NCAA se convirtieran en registros públicos.[43]
- En 1984, la Corte Suprema de Estados Unidos dictaminó en el caso NCAA contra la Junta de Regentes de la Universidad de Oklahoma que el control total de los derechos de televisión por parte de la NCAA violaba las Leyes Antimonopolio Sherman y Clayton, allanando el camino para que escuelas y conferencias hicieran acuerdos de forma independiente con emisoras de televisión. directamente.[30][44]
- En 1998, la NCAA resolvió una demanda de 2,5 millones de dólares presentada por el ex entrenador de baloncesto de la UNLV, Jerry Tarkanian. Tarkanian demandó a la NCAA después de que lo obligaron a renunciar a la UNLV, donde había sido entrenador en jefe de 1973 a 1992. La demanda afirmaba que la agencia lo destacó, penalizando al programa de baloncesto de la universidad tres veces en ese lapso. Tarkanian dijo: "Nunca, jamás, podrán compensar todo el dolor y la agonía que me causaron. Todo lo que puedo decir es que durante 25 años me golpearon muchísimo". La NCAA dijo que lamentaba la larga batalla y que ahora comprende mejor la posición de Tarkanian y que el caso ha mejorado el proceso de ejecución.[45]
- En 1999, la NCAA fue demandada por discriminar a las atletas femeninas bajo el Título IX por otorgar sistemáticamente a los hombres en la escuela de posgrado más exenciones que a las mujeres para participar en deportes universitarios. En el caso National Collegiate Athletic Association v. Smith, la Corte Suprema de Estados Unidos dictaminó que la NCAA no estaba sujeta a esa ley, sin revisar los méritos del reclamo por discriminación.[31][46]
- En 2007, el caso White et al. v NCAA, No. CV 06-999-RGK (C.D. Cal. 20 de septiembre de 2006) fue presentada por los ex estudiantes-atletas de la NCAA Jason White, Brian Pollack, Jovan Harris y Chris Craig como una demanda colectiva. Argumentaron que los límites actuales de la NCAA a una beca completa o subvención constituían una violación de las leyes federales antimonopolio. Su razonamiento fue que, en ausencia de tal límite, las escuelas miembros de la NCAA serían libres de ofrecer cualquier paquete de ayuda financiera que desearan para reclutar al estudiante y al atleta. La NCAA llegó a un acuerdo antes de un fallo del tribunal, al aceptar establecer el Fondo de Ex Estudiantes-Atletas para "ayudar a los candidatos calificados que solicitan recibir gastos de desarrollo profesional y/o reembolso de gastos educativos según los términos del acuerdo con los demandantes en un demanda federal antimonopolio."[47]
- En 2013, Jay Bilas afirmó que la NCAA se estaba aprovechando de jugadores individuales mediante la venta de camisetas en su tienda. Específicamente, escribió los nombres de varios de los mejores jugadores de fútbol universitario, Tajh Boyd, Teddy Bridgewater, Jadeveon Clowney, Johnny Manziel y A. J. McCarron, en el motor de búsqueda de la tienda oficial en línea de la NCAA. Los resultados de la búsqueda arrojaron las correspondientes camisetas numeradas del equipo. Posteriormente, la NCAA eliminó las camisetas del equipo que figuran en su sitio.[48]
- En marzo de 2014, cuatro jugadores presentaron una demanda colectiva antimonopolio (O'Bannon v NCAA), alegando que la NCAA y sus cinco conferencias dominantes son un "cártel ilegal". La demanda acusa que los límites de la NCAA al valor de las becas deportivas han "restringido ilegalmente el poder adquisitivo de los jugadores de fútbol americano y de baloncesto masculino, al tiempo que han ganado miles de millones con su trabajo".[49]El director del Programa de Derecho Deportivo de la Universidad de Tulane, Gabe Feldman, calificó la demanda como "una amenaza instantáneamente creíble para la NCAA". El 30 de septiembre de 2015, la Corte de Apelaciones del Noveno Circuito de Estados Unidos dictaminó que era suficiente limitar la compensación al costo de la asistencia de un atleta a una universidad. Simultáneamente falló en contra de la propuesta de un juez federal de pagar a los estudiantes atletas 5.000 dólares al año en compensación diferida.[50]
- En agosto de 2015, la Junta Nacional de Relaciones Laborales revocó una decisión adoptada el año anterior que clasificaba a los miembros de los jugadores de fútbol  americano becados de la Universidad Northwestern como empleados, otorgándoles así el derecho a negociar colectivamente sus derechos. Los esfuerzos de sindicalización fueron un esfuerzo directo liderado por la Asociación de Jugadores Atletas Universitarios y Kain Colter, quienes operaron con el apoyo del grupo United Steelworkers.[51]El caso finalmente fue desestimado debido a dificultades para aplicar la sentencia tanto en instituciones públicas como privadas. La NCAA hizo varias mejoras en el valor de las becas deportivas y la calidad de la cobertura sanitaria en respuesta a este movimiento de los jugadores de fútbol americano del Noroeste.[51]Estas reformas incluyeron garantizar los cuatro años completos de beca en caso de una lesión que ponga fin a su carrera, la implementación de estipendios de "costo de asistencia", la institución de planes de alimentación "ilimitados" para los atletas y protecciones para el nombre, la imagen y la semejanza. de deportistas por parte de terceros como Electronic Arts.[51]
- En 2018, el ex pateador de la Universidad de Florida Central (UCF), Donald De La Haye, presentó una demanda alegando que la universidad violó sus derechos de la Primera Enmienda cuando rescindió su beca deportiva completa por los ingresos que De La Haye obtuvo de su canal monetizado de YouTube, que comenzó antes de asistir a la universidad. La UCF argumentó que De La Haye violó la política de la NCAA que prohíbe a los estudiantes-atletas usar sus imágenes para ganar dinero.[52] De La Haye finalmente llegó a un acuerdo con la UCF para poder obtener su título de la universidad.
- En junio de 2021, la Corte Suprema de los Estados Unidos confirmó por unanimidad un fallo en NCAA v. Alston que prevé un aumento gradual en la forma en que se puede compensar a los atletas universitarios. El juez Neil Gorsuch escribió la opinión del tribunal, que confirmó la decisión de un juez de distrito de que la NCAA estaba violando la ley antimonopolio al imponer límites a los beneficios relacionados con la educación que las escuelas pueden brindar a los atletas. La decisión permite a las escuelas ofrecer a sus atletas una compensación ilimitada siempre que esté relacionada de alguna manera con su educación. La idea de que no se debe pagar a los atletas universitarios, un principio fundamental de la NCAA de 115 años de antigüedad, ha enfrentado un escrutinio cada vez mayor en los últimos años. Las demandas federales antimonopolio han erosionado lentamente las estrictas normas de amateurismo durante la última década.[53]

## Sede
La era moderna de la NCAA comenzó en julio de 1955 cuando su director ejecutivo, Walter Byers, nativo de Kansas City, Misuri, trasladó la sede de la organización del Hotel LaSalle en Chicago (donde sus oficinas eran compartidas por la sede de la Big Ten Conference) al Edificio Fairfax en el centro de Kansas City. La medida tenía como objetivo separar a la NCAA de la influencia directa de cualquier conferencia individual y mantenerla en una ubicación central.
El Fairfax estaba a una cuadra del Auditorio Municipal que había albergado los juegos del Final Four de baloncesto masculino en 1940, 1941 y 1942. Después de que Byers trasladó la sede a Kansas City, los campeonatos se llevarían a cabo en el Auditorio Municipal en 1953, 1954, 1955, 1957. 1961 y 1964. La oficina de Fairfax constaba de tres habitaciones sin aire acondicionado. El personal de Byers estaba formado por cuatro personas: un asistente, dos secretarias y un contable.
En 1964, la NCAA se mudó a tres cuadras de distancia, a las oficinas del Midland Theatre, y se mudó nuevamente en 1973 a un edificio de 1,2 millones de dólares en 3,4 acres (13 759,3 m²) en Shawnee Mission Parkway en los suburbios de Mission, Kansas. En 1989, la organización se trasladó 6 millas (9,7 km) más al sur, hasta Overland Park, Kansas. El nuevo edificio tenía 11,35 acres (45 931,9 m²) y tenía 130 000 pies cuadrados (12 077,4 m²) de espacio.
La NCAA no estaba satisfecha con su ubicación suburbana en el Condado de Johnson, Kansas, y señaló que su ubicación en el extremo sur de los suburbios de Kansas City estaba a más de 40 minutos del Aeropuerto Internacional de Kansas City. También notaron que la ubicación suburbana no atraía visitantes a su nuevo centro de visitantes.
En 1997 solicitó licitación para una nueva sede. Varias ciudades compitieron por una nueva sede y las dos finalistas fueron Kansas City e Indianápolis. Kansas City propuso reubicar la NCAA en el centro cerca del complejo Crown Center y ubicaría el centro de visitantes en Union Station. Sin embargo, el principal recinto deportivo de Kansas City, el Kemper Arena, tenía casi 23 años..Indianápolis argumentó que, de hecho, era más central que Kansas City en el sentido de que dos tercios de los miembros están al este del río Misisipi.El RCA Dome con capacidad para 50.000 asientos eclipsó con creces el Kemper Arena con 19.500 asientos. En 1999, la NCAA trasladó a su personal de 300 miembros a su nueva sede en el Parque Estatal White River en una instalación de cuatro pisos de 140 000 pies cuadrados (13 006,4 m²) en el extremo oeste del centro de Indianápolis, Indiana. Junto a la sede se encuentra el Salón de Campeones de la NCAA de 35 000 pies cuadrados (3251,6 m²)

## Estructura
La Junta de Gobernadores de la NCAA (anteriormente conocida como Comité Ejecutivo) es el organismo principal dentro de la NCAA. Este organismo elige al presidente de la NCAA.
La estructura legislativa de la NCAA se divide en gabinetes y comités, formados por varios representantes de sus escuelas miembros. Estos pueden dividirse en subcomités. Luego, la legislación se pasa al Consejo de Administración, que supervisa todos los gabinetes y comités, y también incluye representantes de las escuelas, como directores deportivos y asesores docentes. La legislación del Consejo de Administración pasa a la Junta Directiva, formada por los presidentes de las escuelas, para su aprobación final. El personal de la oficina nacional de la NCAA brinda apoyo actuando como guías, enlaces, investigadores y gestionando las relaciones públicas y con los medios.
La NCAA dirige la empresa de software de arbitraje ArbiterSports, con sede en Sandy, Utah, una empresa conjunta entre dos filiales de la NCAA, Arbiter LLC y eOfficials LLC. El objetivo declarado de la NCAA para esta empresa es ayudar a mejorar la equidad, la calidad y la coherencia del arbitraje en el atletismo amateur.

### Presidentes de la NCAA
La NCAA no tuvo un administrador a tiempo completo hasta 1951, cuando Walter Byers fue nombrado director ejecutivo.En 1998, el título fue cambiado a presidente.
- Walter Byers 1951–1988 (Director Ejecutivo)
- James Frank 1981–1983 (Director Ejecutivo)
- Dick Schultz 1988–1993
- Judith Sweet 1991–1993
- Cedric Dempsey 1994–2002[61]
- Myles Brand 2003–2009[61][62]
- Jim Isch 2009–2010 (interino)[63][64]
- Mark Emmert 2010–2023
- Charlie Baker 2023–presente[65]

### Director médico
En 2013, la NCAA contrató a Brian Hainline como su primer director médico.

### Historia de divisiòn
Antes de 1957, todos los deportes de la NCAA utilizaban una única división de competición. En 1957, la NCAA se dividió en dos divisiones únicamente para el baloncesto masculino: los programas principales formaban la University Division y los programas más pequeños la College Division. Los nombres pueden resultar confusos, ya que algunas escuelas con "Colllege" en su nombre todavía competían en la University Division, mientras que otras con "University" en su nombre competían en la College Division. La división se fue extendiendo poco a poco también en otros deportes. Los registros anteriores a la división fueron heredados por la University Division.
En 1973, la College Division se dividió entre equipos que querían otorgar becas deportivas (convirtiéndose en la División II, que heredó los registros y la historia de la College Division) y equipos que no lo hicieron (convirtiéndose en la División III), y la University Division pasó a llamarse División I. La División I se dividió en dos subdivisiones de fútbol americano recién en 1978 (aunque ambas todavía bajo el nombre de División I), con la División I-A compuesta por equipos importantes que continuarían compitiendo en juegos de bowls y usarían varias encuestas para decidir su campeón y la División I-AA. formado por equipos más pequeños que competirían en el nuevo NCAA Football Tournament para decidir su campeón. Las escuelas de la División I sin equipos de fútbol americano se conocían como División I-AAA. En 2006, la División I-A se convirtió en la Subdivisión Football Bowl (FBS), la División I-AA se convirtió en la Subdivisión Football Championship (FCS) y la División I-AAA se convirtió en la División I no relacionada con el fútbol americano. Los cambios fueron solo de nombre sin diferencias estructurales significativas para la organización.
| Años          | División                                     | División                                     | División                               | División                             | División                             |
| ------------- | -------------------------------------------- | -------------------------------------------- | -------------------------------------- | ------------------------------------ | ------------------------------------ |
| 1906–1957     | Ninguna                                      | Ninguna                                      | Ninguna                                | Ninguna                              | Ninguna                              |
| 1957–1972     | University Division (Colleges grandes)       | University Division (Colleges grandes)       | University Division (Colleges grandes) | College Division (Colleges pequeños) | College Division (Colleges pequeños) |
| 1973–presente | División I                                   | División I                                   | División I                             | División II                          | División III                         |
| 1978–2006     | División I-A (fútbol americano únicamente)   | División I-AA (fútbol americano únicamente)  | División I-AAA                         | División II                          | División III                         |
| 2006–presente | División I FBS (fútbol americano únicamente) | División I FCS (fútbol americano únicamente) | División I                             | División II                          | División III                         |

#### Deportes de "National Collegiate"
Para algunos deportes menos populares, la NCAA no separa a los equipos en sus divisiones habituales y, en cambio, organiza solo un torneo para decidir un único campeón nacional entre las tres divisiones (excepto el hockey sobre hielo femenino y el voleibol bajo techo masculino, donde el campeonato National Collegiate solo cuenta con equipos de la División I y la División II y se disputa un campeonato separado sólo para la División III). Los 11 deportes que utilizan el formato National Collegiate, también llamado formato de división única, son los bowls femeninos, la esgrima, la gimnasia masculina, la gimnasia femenina, el hockey sobre hielo femenino, el rifle, el esquí, el voleibol cubierto masculino, el voleibol de playa femenino, el waterpolo masculino, y waterpolo femenino. La lucha femenina se convertirá en el duodécimo deporte de este tipo en el año académico 2025-26. La NCAA considera un título National Collegiate equivalente a un título de la División I, incluso si el campeón es principalmente miembro de la División II o III.Estos campeonatos están dominados en gran medida por equipos que por lo demás son miembros de la División I, pero los equipos actuales que no pertenecen a la División I han ganado 40 campeonatos de National Collegiate desde que la University Division/College Division se dividió a partir de 2022 (2 en bolos, 20 en esgrima, 8 en hockey sobre hielo femenino y 10 en rifle)Las escuelas de la División III pueden otorgar becas deportivas a estudiantes que compiten en deportes de National Collegiate, aunque la mayoría no lo hace.
El hockey sobre hielo masculino utiliza un formato similar al "National Collegiate" , pero no idéntico, al del hockey sobre hielo femenino y al voleibol sobre techo masculino (la División III tiene su propio campeonato, pero varios equipos de la División III compiten en la División I de hockey sobre hielo masculino), pero su campeonato de alto nivel está catalogado como un campeonato de "División I". Si bien la NCAA no ha explicado por qué es el único deporte con esta distinción, la NCAA celebró un campeonato separado de la División II de 1978 a 1984 y nuevamente de 1993 a 1999. A partir de 2023, 12 campeonatos de hockey sobre hielo masculino de la División I han sido ganados por equipos actuales que no pertenecen a la División I desde la división de la University Division/College Division. Al igual que con los deportes de National Collegiate, las escuelas que son miembros de la División III y que compiten en la División I en hockey sobre hielo masculino pueden otorgar becas deportivas para este deporte.
Todos los deportes utilizaron el formato National Collegiate hasta 1957, cuando la NCAA se dividió en la University Division y la College Division (que a su vez se dividió en las Divisiones II y III en 1973).El único deporte que experimentó un cambio inmediatamente después de la división de 1957 fue el baloncesto; todos los demás deportes continuaron utilizando el formato National Collegiate durante al menos una temporada y, por lo general, muchas más. Algunos deportes que comenzaron después de la división alguna vez usaron el formato y ya no lo hacen. Esto incluye lacrosse masculino y femenino, remo femenino, fútbol americano femenino y atletismo bajo techo masculino y femenino.
Algunos deportes, incluido el golf masculino y femenino, el hockey sobre hielo masculino, el lacrosse masculino y el fútbol masculino y femenino, solían tener un campeonato combinado entre las Divisiones II y III, pero en la mayoría de los casos se conocían como "campeonato de División II/III". La NCAA consideró estos títulos equivalentes a un título de la División II. Ningún deporte usa actualmente ese formato.

## Medios
La NCAA tiene contratos de derechos de transmisión vigentes con CBS Sports, CBS Sports Network, ESPN/ABC/ESPN+, TNT Sports y Golf Channel para la cobertura de sus 88 campeonatos. Según el sitio web oficial de la NCAA, ESPN y sus cadenas asociadas tienen derechos para 40 campeonatos, CBS para 65, TNT Sports para uno y Golf Channel de NBC para dos. Los siguientes son los campeonatos y titulares de derechos más destacados hasta la temporada 2031-2032:
- CBS Sports: Baloncesto masculino (Campeonato de la División I de Baloncesto Masculino de la NCAA, con TNT Sports y el Campeonato de la División II de Baloncesto Masculino de la NCAA), atletismo, hockey sobre hielo (división I femenina) y golf (Divisiones II y III, ambos géneros).[72]
- ESPN: Baloncesto femenino (todas las divisiones), béisbol, sóftbol, tenis, hockey sobre hielo (División I masculina), fútbol americano (todas las divisiones, incluida la Div. I FCS), fútbol (División I para ambos sexos), campo a través, waterpolo, atletismo en pista cubierta, natación y buceo, lucha libre, gimnasia, esgrima, voleibol, lacrosse y atletismo al aire libre.[73]
- TNT Sports: El Campeonato de la División I de Baloncesto Masculino de la NCAA junto a CBS Sports, así como partidos selectos de fútbol americano y baloncesto de la Big 12 Conference compartidos con ESPN a partir de 2025.[72][74][75]
- NBC y Golf Channel: golf (División I, ambos sexos, hasta 2029).[76]

Westwood One tiene derechos de radio exclusivos para las Final Fours de baloncesto masculino y femenino y la Serie Mundial Universitaria Masculina (béisbol).
De 1998 a 2013, Electronic Arts tuvo una licencia para desarrollar videojuegos de deportes universitarios con la marca de la NCAA, que incluía sus series NCAA Football, NCAA Basketball (anteriormente NCAA March Madness) y MVP Baseball. No se requería la licencia de la NCAA para producir los juegos, ya que los derechos de uso de los equipos no se conceden a través de la NCAA, sino a través de entidades como escuelas individuales y Collegiate Licensing Company. EA solo adquirió la licencia para poder incorporar oficialmente el torneo de baloncesto masculino de la División I a su serie de juegos de baloncesto universitario. La NCAA retiró la licencia de EA debido a las incertidumbres que rodean una serie de demandas, en particular O'Bannon V NCAA, que involucran el uso de imágenes de jugadores en videojuegos de deportes universitarios.